# أندي ماريوت
أندي ماريوت (بالإنجليزية: Andy Marriott) هو لاعب كرة قدم بريطاني في مركز حراسة المرمى، ولد في 11 أكتوبر 1970 في سوتون إن أشفيلد في المملكة المتحدة. شارك مع منتخب إنجلترا تحت 21 سنة لكرة القدم ومنتخب ويلز لكرة القدم. أما مع النوادي، فقد لعب مع برمنغهام سيتي وبلاكبيرن روفرز وكوفنتري سيتي وكولتشستر يونايتد ونادي أرسنال ونادي إكزتر سيتي ونادي بارنسلي ونادي بوري ونادي بوسطن يونايتد ونادي بيرا مار ونادي بيرنلي ونادي توركي يونايتد ونادي ريكسهام ونادي سندرلاند ونوتينغهام فورست ووست بروميتش ألبيون وويغان أتلتيك.

## وصلات خارجية
- أندي ماريوت على موقع الاتحاد الدولي (مؤرشف)  (الإنجليزية)
- أندي ماريوت على موقع قاعدة بيانات كرة القدم.إي يو (الإنجليزية)
- أندي ماريوت على موقع Soccerbase.com (لاعب) (الإنجليزية)
- أندي ماريوت على موقع عالم كرة القدم.نت (الإنجليزية)